# Aragoiânia
Aragoiânia là một đô thị ở bang Goiás. Dân số đô thị này năm 2004 ước khoảng 7.320 người.